# Rolle oriental
Eurystomus orientalis
Espèce
Statut de conservation UICN

 LC  : Préoccupation mineure
Répartition géographique
Le Rolle oriental (Eurystomus orientalis) est une espèce d'oiseaux appartenant à la famille des Coraciidae.

## Description
Le rolle oriental mesure de 27 à 30 cm. Il pèse de 120 à 190 g.

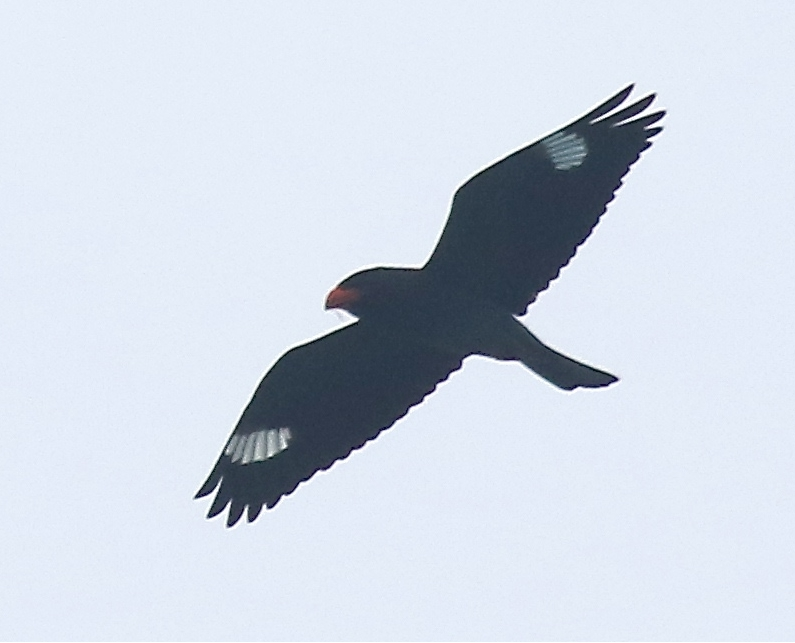
Rolle oriental en vol, parc national de Kaeng Krachan, Thaïlande

Cet oiseau a sous chaque aile une bande claire caractéristique.

## Habitat
Cet oiseau s'adapte très bien à la présence humaine.
On le trouve fréquemment dans les forêts sempervirentes secondaires en cours de régénération, les clairières cultivées des forêts ainsi que dans les plantations d'hévéas et de caféiers.

## Nutrition
Le rolle oriental est insectivore.
Il mange surtout des insectes à carapace dure et notamment des coléoptères.
À son menu figurent aussi grillons, mantes, criquets, cigales, punaises à bouclier, papillons, hétérocères et termites. Ces proies sont capturés en vol.
Quelques insectes et des lézards sont saisis à terre.

## Reproduction
Le rolle oriental occupe souvent le même site de nidification pendant plusieurs années. 
Le nid est une cavité naturelle située dans le tronc d'un arbre mort ou vivant, à une hauteur qui varie entre 8 et 20 mètres au-dessus  du sol. Il y dépose 3 ou 4 œufs.
Mais cet oiseau peut également occuper un ancien nid de pic ou de barbu.